# هانفورد ديكسون
هانفورد ديكسون (بالإنجليزية: Hanford Dixon)‏ هو لاعب كرة قدم أمريكية ومعلق رياضي أمريكي، ولد في 25 ديسمبر 1958 في موبيل في الولايات المتحدة.

## وصلات خارجية
- هانفورد ديكسون على موقع مرجع كرة القدم المحترفة.كوم (الإنجليزية)
- هانفورد ديكسون على موقع قاعة ميسيسيبي للمشاهير الرياضية (الإنجليزية)